# Carl Brumbaugh
Carl Lowry Brumbaugh (West Milton, 22 settembre 1906 – West Milton, 24 ottobre 1969) è stato un giocatore di football americano statunitense che ha militato nel ruolo di quarterback e halfback nella National Football League (NFL).

## Carriera
Durante i suoi nove anni di carriera nella NFL, Brumbaugh giocò per i Chicago Bears dal 1930 al 1936, i Cleveland Rams nel 1937, i Brooklyn Dodgers nel 1937, e di nuovo con i Bears nel 1937 e 1938.  Brumbaugh delle leggendarie formazioni dei Bears degli anni trenta che includevano gli hall of famer Red Grange e Bronko Nagurski, vincendo il campionato nel 1932 e 1933 e arrivando in finale nel 1934.

## Palmarès

### Franchigia
- Campionati NFL : 2

Chicago Bears: 1932, 1933

### Individuale
- Second-team All-Pro:

1931